# Цкнори
Цкнори (груз. წყნორი) — село в Грузии, на территории Ткибульского муниципалитета края (мхаре) Имеретия.

## География
Село находится в западной части Грузии, на юго-западном склоне Накеральского хребта, на расстоянии 14 километров к северо-западу от города Ткибули, административного центра муниципалитета. Абсолютная высота — 548 метров над уровнем моря.

## Население
По результатам официальной переписи населения 2014 года, в Цкнори проживало 306 человек (156 мужчин и 150 женщин). В национальной структуре населения грузины составляли 100 %, русские — 0,3 %.
| Год  | Население, человек |
| ---- | ------------------ |
| 2002 | 466                |
| 2014 | ↘ 306              |